# Haplostoma madagascarensis
Haplostoma madagascarensis is een eenoogkreeftjessoort uit de familie van de Botryllophilidae. De wetenschappelijke naam van de soort is voor het eerst geldig gepubliceerd in 2009 door Ooishi.